# Ambaçá ibne Suaime Alcalbi
Ambaçá ibne Suaime Alcalbi (em árabe: عنبسة بن سحيم الكلبي; romaniz.: Anbasa ibn Suḥaym al-Kalbi) foi uale do Alandalus de 720/1 a 725/6.

## Vida
Ambaçá assumiu o posto de uale pouco depois da derrota de Açame ibne Maleque Alcaulani na Batalha de Tolosa de 720/1. Imediatamente após sua nomeação, dobrou os impostos sobre os cristãos, no entanto, acredita-se que esse aumento não afetou a maioria das propriedades e cidades recentemente conquistadas, subjugadas por tratado em condições muito específicas (impostos, propriedade de terras, etc.), mas terras sob domínio árabe direto e novas cidades conquistadas na Septimânia. Coincidentemente, uma luta dinástica surgiu entre os muçulmanos no Oriente Médio desencadeada pela morte do califa Iázide II (r. 720–724) e a sucessão de seu irmão Hixame (r. 724–743) em 724. Por conta disso, Ambaçá tentou agradar às demandas impostas pelo califa para aumentar a cobrança de impostos sobre os não muçulmanos, com tentativas de aplicá-la também aos muçulmanos não árabes.
Essas ações causaram desagrado, atos dispersos de desobediência, bem como algumas revoltas abertas. Durante seu mandato, Pelágio das Astúrias desafiou a tentativa dos omíadas de arrecadar impostos nas montanhas das Astúrias, onde reuniu um bando de seguidores rebeldes. Uma patrulha omíada foi enviada para procurar Pelágio e seus homens, e foi emboscada na Batalha de Covadonga às custas de muitas vidas segundo fontes cristãs fortemente míticas, uma escaramuça de acordo com cronistas muçulmanos posteriores, que mostraram pouca preocupação com o episódio. Ambaçá também despachou várias expedições militares à Septimânia, onde capturou Carcassona em 724 (ou 725), bem como Nîmes, esta última sem resistência. Dali, liderou uma expedição ao Reino da Borgonha, no extremo norte de Autun, mas morreu de causas naturais durante a campanha. Foi então brevemente sucedido por Udra ibne Abedalá Alfiri.